# Volvo B23
Volvo B23 är en I4 (rak fyra) motormodell från Volvo som lanserades inför årsmodell 1980 som ett komplement till den äldre motorn Volvo B21. 
Den största skillnaden mellan motorerna var att B23-motorn var på 2,3 liter och B21:an på 2,1 liter. Motorfamiljen har genom åren haft motorer med en cylindervolym från 1,7 liter (B17A, såldes bara i länder där liten cylindervolym var förmånlig av skatte- eller försäkringsskäl, till exempel Nigeria) i tidiga 240 till 2,5 liter i båtmotorutförande. 1983 introducerades även B23:an i USA.
Uppbyggnaden av motorn är en femlagrad vevaxel, enkel överliggande kamaxel och två ventiler per cylinder. Motorblocket är av gjutjärn och topplocket är av aluminium. Undantaget är dock 16v-motorn som kom 1988 med namnet B234, där 4:an står för 4 ventiler per cylinder. Denna motor hade dubbla överliggande kamaxlar. På B234-blocket satt det också två balansaxlar med en balansrem emellan som skulle göra att motorn utvecklade mindre vibrationer. Dock hade balansremmen en tendens att gå av och slita med sig kamremmen så att den slog sönder diverse delar. Detta gör att vissa väljer att kapa balansremmen själv för att slippa dyra reparationer.

## Historia
1985 bytte motorn namn till B230 och introducerades då som lågfriktionsmotorn. Lågfriktionsmotorn utmärkte sig främst med att de rörliga delarna i motorn var konstruerade för att ge så lite friktion som möjligt; detta visade sig senare inte vara så bra vid större påfrestningar då bland annat de förminskade ramlagren gjorde att motorns hållbarhet försämrades. Inför 1990 års modell konstruerades motorn om igen och alla delar som förminskats på bekostnad av hållbarheten fick tillbaka sin ursprungliga storlek. B230 motorerna är dock alltjämt kända för att hålla länge och vara mycket problemfria. B230 fick också en förbättrad vevhusventilation som ger mindre oljeförbrukning, mindre oljedimma i avgaserna och därmed längre livslängd hos lambdasond och katalysator. Detta lär ha varit ett bekymmer på Volvos första motorer med katalysator på USA-marknaden.
På 80-talet kom även Turbo tillvalet till 240 och 740. Då kunde man välja att få sin B230 monterad med turbo som då blev till en B230AT, ET, FK eller FT (740/760)  
1993 uppgraderades B230-motorerna som hade turbo (dessa satt monterade i Volvo 940 och tidigare i 740) nu fick dem oljekylda kolvar. Detta gjorde att kolvarna kyldes bättre och inte blev lika varma. 
B23- och B230-motorn monterades i olika Volvomodeller mellan 1980 och 1998, då sista motorn rullade av bandet. Modellerna motorerna återfinns i är:
Volvo 240, Volvo 740, Volvo 780, Volvo 760 och Volvo 940. 
"Standardbensinen" som introducerades på marknaden i Sverige 1 augusti 2021, kallad 95 E10, går bra att använda tillsammans med B23/B230.
Men för att minska slitaget på gummidetaljerna i motorn så rekommenderas 98 E5.

## Kamaxlar
| Namn | Lyft in | Lyft ut | Duration in | Duration ut | Överlapp | Nockvinkel | Motorer                            | Noteringar                                    |
| ---- | ------- | ------- | ----------- | ----------- | -------- | ---------- | ---------------------------------- | --------------------------------------------- |
| A    | 10,5    | 10,5    | 254         | 249         | 33,5     | 109        | B23A, B23E, B230A, B230E, B230ET   |                                               |
| B    | 10,6    | 10,6    | 256         | 249         | 34,5     | 109        | B23ET                              |                                               |
| D    | 11,2    | 11,2    | 253         | 253         | 31,0     | 111        | B19E, B21E                         |                                               |
| H    | 12      | 11,5    | 272         | 268         | 52,0     | 109        | B23E                               |                                               |
| K    | 11,95   | 11,95   | 270         | 257         | 43,5     | 110        | B23E                               |                                               |
| M    | 9,5     | 10,5    | 242         | 234         | 16,8     | 110,6      | B230F, B230FD,                     |                                               |
| T    | 9,94    | 9,94    | 225         | 218         | 3,5      | 109        | B230K, B230FK, B230FT, B230GT      |                                               |
| V    | 11,27   | 11,27   | 245,4       | 245,4       | 24,2     | 110,6      | B200E, B230E                       |                                               |
| VX   | 11,27   | 10,65   | 245,4       | 236,2       | 19,6     | 110,6      | Volvo original trimkamaxel, B230FX | Kombination av V- och X-kamaxlarnas profiler. |
| VX3  | 11,27   | 10,65   | 245,4       | 236,2       | 19,6     | 110,6      | B230FB                             | Likadan kamaxel som VX, men backad 3 grader.  |
| X    | 10,65   | 10,65   | 236,2       | 236,2       |          |            | B230K                              |                                               |
| Y    | 10,35   | 10,35   | 232         | 232         |          |            | B200K                              |                                               |

## Varianter av B23 och B230
- B23A - Förgasarmotor (Pierburg horisontalförgasare). 112 hk och 185 Nm i Europa, 106 hk och 179 Nm på övriga marknader. För Europa har den kompressionsförhållande 10,3 och kräver 98 oktan, för andra marknader kompressionsförhållande 9,0 och 93 oktan.[1]
- B23E - Mekanisk bränsleinsprutning (kontinuerlig insprutning av typen Bosch K-Jetronic), utvecklade 129-140 hk och 190 Nm. Effektskillnaderna beror på olika kamaxlar - först H, senare K och till sist A, ändringarna syftade till att ge bättre bottenvridmoment och jämnare tomgång men till priset av lägre toppeffekt.  Kompressionsförhållande 10,0 för alla utföranden utom 1984 i Norden, Schweiz och Australien som har 10,3 . Oktantal 98 respektive 93.[1]
- B23F - Elektronisk bränsleinsprutning LH-Jetronic 1.0, eventuellt senare 2.0,  utvecklade 101 hk och 150 Nm. Framtagen för lågoktanig, blyfri bensin och med katalytisk avgasrening. Fanns i 240 och 740 på den amerikanska marknaden.
- B23ET - Återfanns i  760 turbo -84 utvecklar 173 hk med oljekyld Garret T03 turbo.
- B230ET - Återfanns i 740, 760 turbo 85-88A utvecklar 182 hk. Elektroniskt integrerat tänd- och insprutningssystem Bosch Motronic.
- B230E - Mekanisk insprutning (kontinuerlig insprutning av typen Bosch K-Jetronic).  På marknader utan särskilda avgaskrav har den 530-topp och V-kamaxel, och utvecklar 131 hk och 190 Nm, i Norden, Schweiz och Australien har den 405-topp och A-kamaxel och utvecklar 129 hk. Kompressionsförhållande 10,3 och oktantal 98 för båda utförandena.[1]
- B230A - Förgasarmotor (Pierburg horisontalförgasare), i Volvo 740 utvecklar den 112 hk och 192 Nm, i 240 110 hk och 187 Nm på Europamarknaden, 106 hk / 179 Nm på marknader med lågoktanig bensin. För Europa har den kompressionsförhållande 10,3 och kräver 98 oktan, för andra marknader kompressionsförhållande 9,0 och 93 oktan.[1]
- B230F - med katalytisk avgasrening och elektronisk bränsleinsprutning av typ LH 2.2 fram till årsmodell 88A och från och med 88B LH 2.4. Motorer med LH 2.2 hade låg kompression (8,0) för att kunna köras på 91-oktanig bensin, de lämnade 113 hk och 185 Nm. Motorer med LH 2.4 kräver minst 95 oktan. Med den senare versionen av insprutningssystemet fick motorn ett primitivt diagnostiksystem där man kunde läsa av felkoder via en dosa i motorrummet. 530-topp och M-kamaxel. Mellan juli 1988 och december 1989 kunde man köpa motorn med ett trimpaket från Volvo som ökade effekten från 116 till 136 hk. Paketet var i princip bara en 531-topp och en VX3-kamaxel. Utanför Sverige hade motorn ett fransktillverkat (Bendix / Siemens) insprutningssystem som hette Regina. Det fanns även på svensksålda bilar av sista årsmodellerna i 740-serien då de byggdes i Belgien. B230F med LH 2.4 är identiskt lika i 240 och 740, förutom fördelarens placering. B230F med LH 2.2 har större skillnader mellan bilmodellerna - bland annat olika spridare, olika programvara i styrenheten, helt olika tändsystem (Chrysler i 240, Bosch EZ-K i 740).
- B230K - Förgasarmotor (Solex tvåstegs fallförgasare). Brytarlös tändning. Topplocket var plant och hette 631, motorn hade förbränningsrummen i kolvarna istället för i toppen, detta innebar att om kamremmen brast medan motorn var i drift så blev det motorras. Tillverkades fram till och med årsmodell 1988 och användes i 240 samt 740 (i vilken den hade en automatisk choke). 93 oktan rekommenderades till B230K av Volvo. 117 hk och 194 Nm.
- B230FB - Fanns i 940 årsmodell 1991 och 1992. Detta är i princip samma motor som B230F från 1988-1989 efter att den utrustats med Volvos egna trimpaket (se ovan). 131 hk. Anses vara bränslesnålast av alla F-motorer.
- B230FX - Fanns i 240 classic årsmodell 1992 och 1993. Motorn kom med 531 topp med vx-kam. Den lämnar 130 hk. Princip samma som B230FB. Kompressionsförhållande 9.3:1, B230FB har ett annat kompressionsförhållande.
- B230FD - Samma motor som B230F fast med EGR och Pulsair, som följd av strängare avgaskrav från 1993. Troligen samma utförande som redan hade sålts i Kalifornien sedan 1989. 115 hk eller 85 kW.
- B230FS - Samma motor som B230F, men B230F(S) fick samma kolvar som B230A motorn använde, så där av fick denna motor något högre kompressionsförhållande än standard B230F.
- B230FT - "Fulltrycksturbo" 0,55 bar i laddtryck och katalytisk avgasrening.
- B230FT ”Turbo+” - I princip samma motor som B230FT, fast med högre laddtryck (0,9 bar) och därmed fler hästkrafter (190 hk). Gick endast att få med Turbo+ paket
- B230FK - "Lättrycksturbo" Det är i grunden en B230FT fast med oljekylda kolvar, ojusterbar wastegate och 0,3 bar laddtryck. 530-topp och T-kamaxel.
- B230FK ”Turbo+” I princip samma motor som vanliga B230FK fast med högre laddtryck och hästkrafter (165 hk)
- B204FT - Fyrventilsteknik och turbo. Fanns i 740/940, 760/960 och 780 på den italienska marknaden. 2,0 liters cylindervolym, 190 hk (med katalysator)
- B204GT - Fyrventilsteknik och turbo. Fanns i 740/940, 760/960 och 780 på italienska marknaden. 2,0 liters cylindervolym, 200 hk (utan katalysator) och därmed den starkaste varianten av Volvos B23-serie.
- B234F - Volvos enda gjutjärnsmotor med fyra ventiler per cylinder och dubbla överliggande kamaxlar. Denna modell hade även balansaxlar för tystare och jämnade motorgång. Denna motor var även försedd med hydrauliska ventillyftare. 155 till 159 hk.

De flesta B230-motorer har tändfördelaren monterad på baksidan av topplocket, det vill säga mot torpedväggen. På Volvo 240 fanns det dock inte plats för fördelaren där. Istället har B230 i 240 en blockmonterad fördelare på samma vis som B23. Alla B230-motorer har ställbar/vridbar tändfördelare, på motorer med LH 2.4 eller Regina insprutning styrs dock tändsystemet av en givare vid svänghjulet så tändläget påverkas inte av att man vrider fördelaren.
Alla svensksålda Volvo med B23/B230-motorer före årsmodell 1987 saknade katalysator. Alla F-motorerna har katalysator, de togs ursprungligen fram för USA där katalysator blev krav från 1983 (tidigare i Kalifornien) och började säljas i Sverige under 1986 då blyfri bensin fanns tillgänglig här. 1988B var den sista årsmodell då motorer utan katalysator såldes i Sverige, men de fanns kvar ytterligare några år på en del exportmarknader (bland annat Norge).
Turbo+ paketet fanns att köpa till 740 och 940 med turbo från fabrik i paketet ingick Turbofälgar, turbogrill och turbo emblem på bakluckan. Med motorn fick man ett trimchip monterat och uppställt laddtryck.

## Fakta
| Namn   | Kompression | Oktan   | kW vid r/s | hk vid r/min | Nm vid r/s                    | kpm vid r/min                       |
| ------ | ----------- | ------- | ---------- | ------------ | ----------------------------- | ----------------------------------- |
| B200E  | 10:1        | 95(E10) | 89/95      | 121/5700     | 158/80                        | 16,1/4800                           |
| B200F  | 10:1        | 95(E10) | 82/95      | 111/5700     | 158/47                        | 16,1/2800                           |
| B230E  | 10,3:1      | 95(E10) | 96/92      | 131/5500     | 190/55                        | 19.4/3300                           |
| B230F  | 9,8:1       | 95(E10) | 85/90      | 116/5400     | 183/42(med Rex Regina 182/42) | 18,7/2500(med Rex Regina 18.6/2500) |
| B230FB | 9,3:1       | 95(E10) | 96/92      | 130/5500     | 185/49                        | 18,9/2950                           |
| B230ET | 9:1         | 95(E10) | 135,7/97   | 182/5800     | 260/57                        | 26,5/3400                           |
| B230FT | 8,7:1       | 95(E10) | 121/80     | 165/4800     | 264/57                        | 26,9/3450                           |